# Silene gracilenta
Silene gracilenta là loài thực vật có hoa thuộc họ Cẩm chướng. Loài này được H. Chuang miêu tả khoa học đầu tiên năm 1995.